# Turniej o Złoty Kask 1983
Turniej o Złoty Kask 1983 – rozegrany w sezonie 1984 turniej żużlowy z cyklu rozgrywek o „Złoty Kask”. Rozegrano cztery turnieje ćwierćfinałowe, dwa półfinałowe oraz finał, w którym zwyciężył Jan Krzystyniak.

## Finał
- Leszno, 15 września 1983
- Sędzia: Lechosław Bartnicki

| Msc. | Zawodnik              | Klub         | Pkt |             |  |
| ---- | --------------------- | ------------ | --- | ----------- |  |
| 1    | Jan Krzystyniak       | Zielona Góra | 14  | (2,3,3,3,3) |  |
| 2    | Mirosław Berliński    | Gdańsk       | 13  | (3,3,1,3,3) |  |
| 3    | Andrzej Huszcza       | Zielona Góra | 12  | (3,2,3,2,2) |  |
| 4    | Edward Jancarz        | Gorzów Wlkp. | 10  | (3,3,2,1,1) |  |
| 5    | Bolesław Proch        | Bydgoszcz    | 9   | (0,2,2,3,2) |  |
| 6    | Jerzy Rembas          | Gorzów Wlkp. | 8   | (0,3,1,1,3) |  |
| 7    | Leonard Raba          | Opole        | 8   | (3,1,1,1,2) |  |
| 8    | Eugeniusz Miastkowski | Toruń        | 7   | (2,1,2,2,1) |  |
| 9    | Maciej Jaworek        | Zielona Góra | 7   | (1,0,3,3,0) |  |
| 10   | Czesław Piwosz        | Leszno       | 7   | (1,2,0,1,3) |  |
| 11   | Grzegorz Sterna       | Leszno       | 7   | (1,1,2,2,1) |  |
| 12   | Ryszard Czarnecki     | Rzeszów      | 6   | (2,0,3,0,1) |  |
| 13   | Wojciech Żabiałowicz  | Toruń        | 4   | (2,2,0,0,w) |  |
| 14   | Bogusław Nowak        | Gorzów Wlkp. | 4   | (1,0,1,2,0) |  |
| 15   | Marek Kępa            | Lublin       | 2   | (d,d,0,0,2) |  |
| 16   | Grzegorz Kuźniar      | Rzeszów      | 1   | (d,1,d,0,0) |  |
|      | rez. Antoni Skupień   | Rybnik       |     | (ns)        |  |
|      | rez. Bernard Jąder    | Leszno       |     | (ns)        |  |